# 倪日涛
倪日涛（1962年8月—）浙江省洞头县大门岛人，中华人民共和国商人。

## 生平

### 中机公司
倪日涛22岁到中华人民共和国机械工业部发电设备服务中心工作。27岁出任中国机电工业联销公司上海公司经理。1994年7月，全民所有制的上海南疆机械成套公司成立，法人代表为倪日涛，该公司于1997年12月注销，债权及债务委托上海中机能源工程有限公司代为承收承付。1996年9月，上海中机能源工程有限公司成立，注册资本1亿元，34岁的倪日涛出任法人代表、董事长。后来，该公司创始时的4家股东的股份全部转让给湖北中能经济发展有限公司。
2001年10月，倪日涛所在的上海中机能源工程有限公司副董事长兼副总经理、洞头同乡叶统余，遭瑞安市中级人民法院判处行贿罪。瑞安市中级人民法院查明叶统余向原瑞安市工业经济委员会副主任、瑞安市人民政府三电办公室主任张叶生行贿美元12000元、人民币30万元。双方违反招投标的有关规定，签订了总额达到2100多万元人民币的合同。叶统余的辩护律师辩称本案属于单位行贿。证人倪日涛等人则指证叶统余承包了中机公司成套设备部、案发之后伪造账册等等事实。

### 进军造纸业
2000年1月，上海中机能源工程有限公司租赁了中国国内最大的漂白硫酸盐竹浆生产基地——雅安制浆造纸厂，并于2000年3月成立了雅安中竹纸业有限责任公司。
从2000年开始，倪日涛进军造纸业，通过大量并购及租赁，创建了跨越四川、广西、湖南、江西、福建等省的造纸业巨头，但多次遇到官司。倪日涛的中竹控股通过旗下的中竹纸业集团，控制了四川雅安竹浆厂、福建邵武竹浆厂、江西宜春造纸厂等造纸企业。
2002年3月4日，中竹纸业有限责任公司成立，注册资本6.8亿元人民币。中竹控股持有该公司67.64%的股份。
2002年3月12日，中产经投资有限公司成立，注册资本5亿元人民币，股东是雅安中竹纸业有限责任公司、湖北中能经济发展有限公司、浙江中源实业投资有限公司，法人代表是倪日涛。雅安中竹纸业有限责任公司通过实物出资4亿元，占中产经投资有限公司的80%的股份。
2002年3月14日，中产经投资有限公司和中竹纸业有限责任公司共同出资收购邵武竹浆厂的整体资产，新注册成立了邵武中竹纸业有限责任公司，注册资本7亿元人民币，法人代表为倪日涛。在其前后，中竹纸业有限责任公司先后收购了湖南、江西、广西等地的数家纸业公司，分别成立了怀化中竹、宜春中竹、柳州中竹等企业。2003年8月，山东省中鲁远洋渔业股份有限公司和中产经投资有限公司签署了《股权转让协议》，将名下持有的青岛双鲸药业有限公司95%的股权转让给中产经投资有限公司。
2002年，上海中机能源工程有限公司收购宜春造纸厂，并且改制为宜春中竹纸业有限公司，但经营并无起色。在广西柳州，倪日涛通过资本运作的重组方式引发当地人民政府的警觉，并引起诉讼，倪日涛用于柳江造纸厂重组的上海中机能源工程有限公司被中华人民共和国最高人民法院判令败诉。
2004年6月，中纸集团有限公司成立（2005年改名为中竹控股有限公司）。该公司共有包括倪日涛、甘智和在内的3名董事，倪日涛任董事长。
2007年时，负债20多亿元人民币的雅安制浆造纸厂宣布破产，并依法与雅安中竹纸业有限责任公司解除租赁合同。 
到2011年，倪日涛控制的造纸企业中，除了福建邵武一家仍正常经营外，其余重组项目均因各种原因先后退出。 据接近倪日涛的人说，“他基本上在这个行业出局了……老甘（甘智和）看他不玩实的，没多久也退出了。” 

### 进军东北
中竹纸业集团曾一度控制过延边石岘白麓纸业股份有限公司（ST石岘）、吉林纸业股份有限公司（ST吉纸）等上市公司。2002年6月，吉林纸业停产。同年11月，吉林纸业第一大股东吉林市国有资产经营公司拟把20009.808万股国有法人股转让给中竹集团。不久，双方签订股权委托管理协议，中竹集团以6000万元先期投资取得了企业经营管理权，但吉林纸业恢复生产一个月后再度停产。2004年8月，双方解除股权委托管理，中竹集团全面退出吉林纸业。
2002年，石岘纸业与中竹集团签署股权转让（框架）协议。2003年8月，通过中竹集团运作，石岘纸业成为上市公司。2004年8月，石岘纸业和倪日涛旗下的上海中机签署代理合同，由上海中机代理进口美废纸。购买美废纸的资金最终流入倪日涛在加拿大的CGR公司。2005年5月，中竹集团和延边朝鲜族自治州国有资产经营总公司签署《股权转让意向书》，拟收购石岘纸业的部分国有法人股股权。2006年3月，该股权转让协议被终止。 
2005年5月，吉林国有工业企业产权转让暨项目招商大会上，中产经投资有限公司及其关联公司签署了3个受让白山市国有企业产权的协议，总价值高于4亿元。2005年8月23日，中产经投资有限公司与白山市签署“战略伙伴关系”协议。当天，白山市城市信用联社同中产经投资有限公司签署投资入股协议，白山市宾馆与中产经投资有限公司签署建设白山市中源国际大饭店框架协议。随后，白山市人民政府相关部门同中产经投资有限公司签署“嵩华纸业林纸一体化一期工程项目”协议。
2006年4月，因为同银行之间的债务纠纷，黑龙集团所持有的ST黑龙股份被黑龙江省高级人民法院冻结。2006年5月15日，中竹控股竞拍购得黑龙集团公司所持有的ST黑龙14300万股国有法人股，跃升为ST黑龙第一大股东，占有43.7%的股份。3天后，ST黑龙暂停上市，直到2013年4月17日方才复牌。2006年8月9日，黑龙江省高级人民法院下达执行裁定书，裁定将黑龙集团持有的ST黑龙14300万股国有法人股变更为中竹控股持有。当天，中竹控股签署了《ST黑龙收购报告书》，内称“一年内不会转让已经收购的黑龙股份之股份”，“将齐齐哈尔中纸的全部新闻纸资产注入上市公司”。2006年10月19日，ST黑龙公告称：“鉴于ST黑龙重组方无法履行合作条款，公司与齐齐哈尔中纸同意解除（终止）双方于2005年9月26日签订的《租赁合同》。”中竹控股由此退出ST黑龙。2006年上半年，陈好、张羽分别买进了ST黑龙280.3万股、217.26万股，分别成为ST黑龙的第一大、第二大流通股股东。

### 加拿大注册与骗贷问题
倪日涛在加拿大注册了数家公司。2003年6月，倪日涛在加拿大卑诗省注册成立了加拿大绿色资源有限公司（CGR）。CGR成立初期的股权结构是：倪日涛占90%、刘铁男的妻子郭静华占10%，二人共同任公司董事。郭静华原为国家中医药管理局处级干部。2005年12月，郭静华将股东及董事的身份变更为其子刘德成。2012年，罗昌平实名举报倪日涛此前通过“自己收购自己”，企图骗取银行贷款但未果，指当时倪日涛在中国国内的银行贷款超过2亿美元，用以“购买”自己此前已花相当于6500多万元人民币的资金收购的加拿大企业NewSkeena制浆厂，刘铁男则企图促成该项贷款。
2006年11月，“Sun Wave Property Inc.”在加拿大注册成立，由倪日涛、林娜分别出资60%和40%。林娜之父是齐齐哈尔市市长林秀山。